# Agencja Bajaur
Agencja Bajaur (paszto: باجوړ) – agencja w zachodnim Pakistanie na obszarze Terytoriów Plemiennych Administrowanych Federalnie przy granicy z Afganistanem. W 1998 roku liczyła 595 227 mieszkańców.